# حسنی
حسنی (منسوب به حَسَن) یک نام خانوادگی است. افراد سرشناس با این نام از این قرارند:
- بلال حسنی
- صادق حسنی
- عبدالعظیم حسنی
- فرزاد حسنی
- میرعماد حسنی
- غلامرضا حسنی نماینده ولی فقیه در آذربایجان غربی